# María Mercedes Coroy
María Mercedes Coroy (Guatemala, 3 de setembre de 1994) és una actriu guatemalenca coneguda pel seu paper en les cintes Ixcanul, Bel Canto, la minisèrie Malinche de Canal Once i a la pel·lícula La Llorona el 2019.

## Biografia
María Mercedes Coroy va néixer el 3 de setembre de 1994 a Santa María de Jesús, municipi del departament de Sacatepéquez a la República de Guatemala. Va créixer als marges del Volcán de Agua; des de petita li agradava participar en obres de teatre i en balls folklòrics locals, però solament va poder cursar fins al 5è grau de primària perquè havia d'ajudar a la seva mare en la venda de fruites i verdures en el mercat de Palín, Escuintla. Però als 17 anys va reprendre la seva educació, gràcies al Programa Nacional d'Alfabetització de Guatemala —CONALFA— i al moment de la filmació d' Ixcanul, cursava el tercer any bàsic en pla cap de setmana. Va ser seleccionada per al paper de María en Ixcanul pel director guatemalenc Jayro Bustamante.
En 2013 va ser triada reina de Santa María de Jesús i després la reina de CONALFA del departament de Sacatepéquez.
En 2021 va ser condecorada amb l'Orde de les Arts i de les Lletres atorgada pel Ministeri de Cultura de França.

## Projectes

### Ixcanul
«Buscava una jove capaç de fer passar pel seu rostre i per la seva mirada aquesta força passiva... algú com retenint aquesta erupció de no deixar ser. Normalment, els herois i heroïnes sempre són actius, i Ixcanul significa força a la muntanya fent erupció».  
A la fi de 2013 es van iniciar els assajos, que van durar diverses setmanes, i després el rodatge es va realitzar en mes i mig al Volcà de Pacaya i a Amatitlán i després d'acabar l'edició del film, va acompanyar al director Jayro Bustamante i a l'actriu María Telón als festivals de cinema de Berlín, Alemanya de Guadalajara, Mèxic i de Tolosa de Llenguadoc.,

### Malinche
És una minisèrie mexicana produïda per Bravo Films per Canal Once el 2018 basada en la vida de La Malinche, la traductora del conquistador Hernán Cortés. La sèrie va ser creada por Patricia Arriaga Jordán i escrita en conjunt amb Monika Revilla i Javier Peñalosa.
La sèrie és protagonitzada per María Mercedes Coroy com La Malinche, José María de Tavira com Hernán Cortés i Luis Arrieta com Gerónimo de Aguilar. La sèrie va ser rodada en llengües originàries. Els subtítols de diferent colors indiquen la llengua de la qual es tracta: náhuatl en blanc; maia en groc; popoluca en blau; totonaca en verd i llatí en rosa.

### Bel Canto
és una pel·lícula dramàtica d'ostatges estatunidenc de 2018 dirigida per Paul Weitz, a partir d'un guió de Weitz i Anthony Weintraub. Està basat en la novel·la homònima d'Ann Patchett, que al seu torn relata lliurement els fets ocorreguts durant la presa de la residència de l'ambaixador del Japó a Lima. És protagonitzada per Julianne Moore, Ken Watanabe, Sebastian Koch i Christopher Lambert.
Va ser estrenada el 14 de setembre de 2018 per Screen Mitjana Films.

### La Llorona
És una pel·lícula guatemalenca de 2019 dirigida per Jayro Bustamante. El seu guió va ser escrit per Bustamante i Lisandro Sánchez, els qui es van inspirar en la llegenda de la Llorona i en la història de Guatemala, específicament del genocidi què va ocórrer en aquest país entre 1981 i 1983. És protagonitzada per María Mercedes Coroy, Sabrina De La Hoz, Margarita Kenéfic I Julio Díaz.

### Black Panther: Wakanda Forever
És una pel·lícula de superherois basada en el personatge de Marvel Comics, Black Panther. Produïda per Marvel Studios i distribuïda per Walt Disney Studios Motion Pictures, està destinada a ser la seqüela de Black Panther (2018) i la pel·lícula número 30 de l'Univers cinematogràfic de Marvel (UCM). La pel·lícula està dirigida per Ryan Coogler, qui coescribió el guió amb Joe Robert Cole. Mercedes Coroy interpreta la Princesa Fen, una atlantana filla de Thakorr, qui s'enamora de Leonard McKenzie, un capità de la marina estatunidenca. Junts procreen a Namor. Sobre la seva aparició en la pel·lícula va dir:
| « | “Vaig tenir una mar d'emocions en veure'm, sentir el meu cor palpitar tant de l'emoció i de saber que allí estic on no em vaig imaginar que anava a arribar, entre actors i actrius que he admirat des de nena. Els meus ulls es van omplir de llàgrimes, però també d'un profund agraïment per tot el que es veu perquè el camí ha estat llarg i cansat, però poder veure el resultat d'un gran esforç que m'omple d'alegria”. | » |

## Filmografia

### Cinema
| Any  | Títol                          | Personatge   | Director         | Notes                                                        |
| ---- | ------------------------------ | ------------ | ---------------- | ------------------------------------------------------------ |
| 2015 | Ixcanul                        | María        | Jayro Bustamante | Guanyadora de l'Os de Plata del Premi Alfred Bauer           |
| 2018 | Bel Canto                      | Carmen       | Paul Weitz       |                                                              |
| 2019 | La Llorona                     | Alma         | Jayro Bustamante | Nominada al Premi Platino a la millor interpretació femenina |
| 2019 | Black Panther: Wakanda Forever | Princesa Fen | Ryan Coogler     | Primera Superproducció de Hollywood                          |

### Televisió
| Any  | Títol    | Personatge  | Director                | Notes |
| ---- | -------- | ----------- | ----------------------- | ----- |
| 2018 | Malinche | La Malinche | Patricia Arriaga Jordán |       |